# Liste der Monuments historiques in Malicorne (Allier)
Die Liste der Monuments historiques in Malicorne (Allier) führt die Monuments historiques in der französischen Gemeinde Malicorne auf.

## Liste der Bauwerke
| Bezeichnung      | Beschreibung                     | Standort | Kennzeichnung | Schutzstatus   | Datum          | Bild           |
| ---------------- | -------------------------------- | -------- | ------------- | -------------- | -------------- | -------------- |
| Kirche St-Prejet | Erbaut Ende des 12. Jahrhunderts | (Lage)   | PA00093147    | Classé Inscrit | 1932 1939 2004 | weitere Bilder |

## Liste der Objekte
| Bezeichnung                       | Beschreibung              | Standort                       | Kennzeichnung | Schutzstatus | Datum | Bild |
| --------------------------------- | ------------------------- | ------------------------------ | ------------- | ------------ | ----- | ---- |
| Pietà (Fotos in der Base Palissy) | Holz, 16./17. Jahrhundert | in der Kirche St-Prejet (Lage) | PM03001637    | Inscrit      | 1989  |      |